# Корати
Корати (груз. ყორათი) — село в Грузии, на территории Хобского муниципалитета края (мхаре) Самегрело-Верхняя Сванетия.

## География
Село находится в западной части Грузии, к северу от реки Риони, на расстоянии приблизительно 10 километров (по прямой) к юго-западу от города Хоби, административного центра муниципалитета. Абсолютная высота — 3 метра над уровнем моря.

## Население
По результатам официальной переписи населения 2014 года, в Корати проживало 190 человек (97 мужчин и 93 женщины). В национальной структуре населения грузины составляли 97,4 %.
| Год  | Население, человек |
| ---- | ------------------ |
| 2002 | 282                |
| 2014 | ↘ 190              |